# Lomo

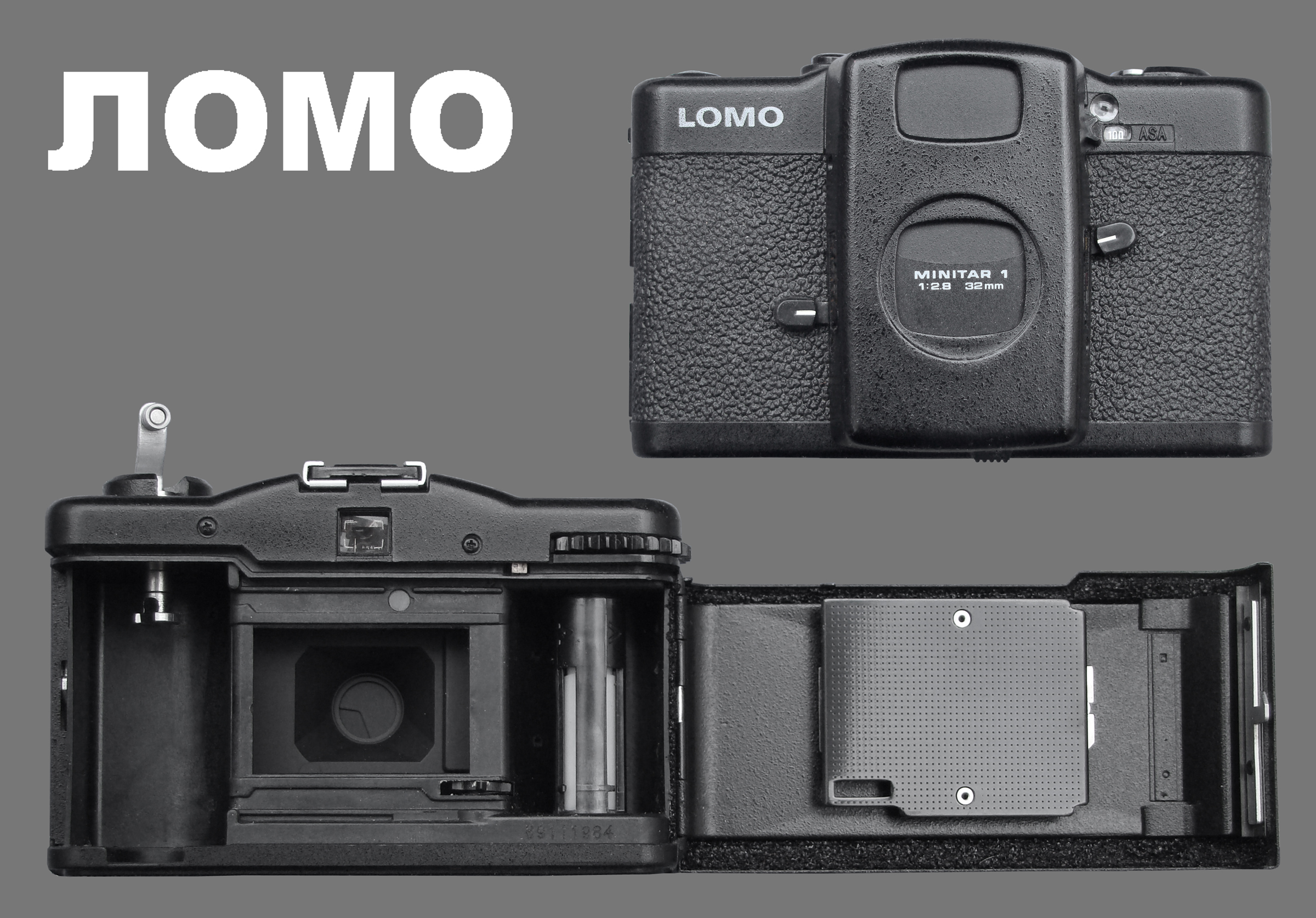
Lomo1989

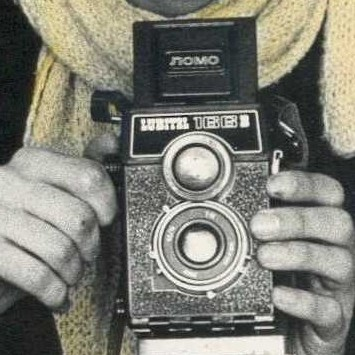
Lubitel

Een Lomo (Russisch: ЛОМО́, afkorting van Ленинградское оптико-механическое объединение; Leningradskoje optiko-mechanitsjeskoje Objedinenije), is een klein type camera dat tot medio 2005 werd gemaakt in Sint-Petersburg. Wegens hoge kosten is de productie van deze camera gestopt. De simpelheid en compactheid van de camera zorgden ervoor dat het naam gaf aan een stroming in de fotografie: lomografie.
De standaard Lomo-camera is de Lomo LC-A. Lomo-camera's zijn onder meer te koop bij de internationale Lomographic Society.

## Geschiedenis
Lomo produceerde in het verleden ook een tweeoog-spiegelreflexcamera, de Lubitel.